# Velimir Zajec
Velimir Zajec (n. Zagreb, Croacia (antigua República Federativa Socialista de Yugoslavia), 12 de febrero de 1956) es un exfutbolista internacional yugoslavo nacionalizado croata, que jugaba de defensa, que jugó en la selección nacional de Yugoslavia y militó en diversos clubes de Croacia y Grecia. Es plenamente identificado con el Dinamo Zagreb y el Panathinaikos, donde estuvo como jugador y entrenador, precisamente en ambos clubes. Además, ganó el premio de futbolista croata del año en 2 ocasiones: el primero lo consiguió en 1979 y el segundo en 1984.

## Selección nacional
Zajec jugó 36 partidos internacionales para la selección nacional yugoslava y anotó solo un gol. Incluso participó con la selección yugoslava en una sola edición de la Copa del Mundo FIFA. La única participación de Zajec en una Copa Mundial FIFA fue en la edición de España 1982, donde la selección yugoslava quedó eliminada, en la primera fase de aquel torneo, donde Zajec jugó los 3 partidos de su selección en ese mundial. Además, Zajec también formó parte del plantel de la selección yugoslava, que participó en la Eurocopa de 1984, que se realizó en Francia, donde la selección yugoslava también quedó eliminada, en la primera fase de aquel torneo. Eso sí, Zajec jugó los 3 partidos de su selección en esa Eurocopa y en ambas, jugó los 90 minutos.

## Participaciones en Copas del Mundo
| Mundial                        | Sede   | Resultado    | Partidos | Goles |
| ------------------------------ | ------ | ------------ | -------- | ----- |
| Copa Mundial de Fútbol de 1982 | España | Primera Fase | 3        | 0     |

## Participaciones en Eurocopas
| Mundial       | Sede    | Resultado    | Partidos | Goles |
| ------------- | ------- | ------------ | -------- | ----- |
| Eurocopa 1984 | Francia | Primera Fase | 3        | 0     |

## Clubes

### Como jugador
| Club          | País       | Año         |
| ------------- | ---------- | ----------- |
| Dinamo Zagreb | Yugoslavia | 1974 - 1984 |
| Panathinaikos | Grecia     | 1984 - 1988 |

### Como entrenador
| Club          | País       | Año         |
| ------------- | ---------- | ----------- |
| Panathinaikos | Grecia     | 1996 - 1997 |
| Dinamo Zagreb | Croacia    | 1998 - 1999 |
| Portsmouth    | Inglaterra | 2004 - 2005 |
| Dinamo Zagreb | Croacia    | 2010        |